# کوه کاساگی
کوه کاساگی (به ژاپنی: 笠置山, Kasagi-yama)، یک کوه ۲۸۹ متری است که در شهر کاساگی، کیوتو، ناحیه سوراکو، استان کیوتو در منطقه کانسای ژاپن واقع شده است.